# Vrak
Cet article possède un paronyme, voir Vrac.
Vrak était une chaîne de télévision québécoise spécialisée en langue française détenue par Bell Media. Lancée le 1er septembre 1988 sous le nom de Canal Famille, elle est devenue Vrak.TV le 2 janvier 2001 et ensuite Vrak le 25 août 2014. Initialement conçue comme une chaîne télé pour les jeunes, Vrak a changé d'orientation le 12 septembre 2016 pour s’adresser plutôt aux jeunes adultes en proposant des productions originales. La chaîne s’est ensuite repositionnée en 2020, s’adressant désormais aux amateurs de fiction. La chaîne ferme toujours entre minuit et 6 h.
Bell Média annonce le 18 août 2023 que la chaîne s'arrêtera à compter du 1er octobre.
Cette annonce fait suite à la décision de Vidéotron de ne plus offrir les chaînes Vrak et Z, appartenant à Bell Média, à ses abonnés.

## Histoire

### Origines (1980-1988)
En 1980, Inter-Vision proposait TVJQ, la Télévision des Jeunes du Québec qui présentait surtout des séries d'animations européennes, américaines et japonaises ainsi que des émissions pour enfants produites au Québec, le tout sans violence. En 1986, la chaîne est distribuée via signal satellite par une demande du CRTC, qui après sa fermeture tous les soirs à 19 h ou 20 h, laisse sa place à MusiquePlus pour ses deux premières années, alors que des émissions culturelles étaient plutôt diffusées jusqu'à minuit aux abonnés de Vidéotron.

### Canal Famille (1988-2001)
Premier Choix: TVEC Inc. a obtenu une licence du CRTC en décembre 1987 afin de remplacer TVJQ au profit de Canal Famille ainsi que Family Channel au Canada anglophone, qui entrent en ondes le 1er septembre 1988. Son propriétaire, Premier Choix devient Astral Media durant les années 1990.
Avec l’apparition de Télétoon à la fin de la décennie, la chaîne voit ses activités en chute libre et réduit ses productions originales. Cela lui a valu le surnom de Canal Reprise par son auditoire, car cette chaîne ne renouvelait plus sa programmation.

### Vrak.TV (2001-2014)
Le 5 décembre 2000, Astral Media annonce que la chaîne changera de nom,. Le 2 janvier 2001, elle est rebaptisée Vrak.TV et succède à l’ancienne chaîne à 19 h. À cette occasion, le groupe Astral Media remplace près de 70 % des émissions qui s’y trouvent.

### Vrak (2014-2023)
En 2014, elle est rebaptisée Vrak. La chaîne inaugure également le bloc Vrak2 diffusé en soirée et visant le public adolescent.
Le bloc Vrak2 remporte un succès de toute sa programmation entière, tant que Bell Media décide de changer de cible pour attirer les jeunes à l'approche de l'âge adulte par la chaîne.
« On n’est pas Télé-Québec, on n’a pas de mandat éducatif du tout. Pour nous, le contenu n’est pas fait en fonction d’un âge. C’est une proposition qu’on offre à beaucoup de monde. On n’abandonne pas les 9-14 ans, on leur donne une autre possibilité. Code F est le meilleur exemple de ça ; les gens l’écoutent en famille. On n’est ni moralisateurs, ni éducatifs, et je crois qu’on a une proposition extrêmement intéressante, au niveau de nos productions originales. »
— Johane Landry, directrice de la programmation originale et chef de marque de Vrak.
En 2021, Vrak est intégré au site noovo.ca, où ses émissions peuvent être visionnées.
À l'été 2022, Vidéotron a informé Bell Média qu’elle souhaitait retirer Vrak et Z de sa distribution « en raison de leur faible taux de visionnement », et Bell dépose un plainte auprès du CRTC. Après des mois de statu quo, le CRTC rejette la plainte en février 2023. La chaîne est retirée le 16 août 2023.
Le 18 août 2023, Bell Média annonce la fin de la chaîne Vrak, prévue pour le 1er octobre 2023. L'une des raisons de sa fermeture est dû que le câblodistributeur Vidéotron a récemment annoncé sa décision de ne plus proposer Vrak dans ses abonnements et qui a entrainé une chute de l'auditoire de la chaîne. 
Le 1er octobre 2023, la chaîne avait complètement fermé ses portes et le programme final était un épisode d'Entre Deux Draps. Il n'y a eu aucun message d'au revoir ou d'adieu, et à minuit, heure de l'Est, une fois l'émission terminée, la chaîne a cédé la place à un message de déconnexion une dernière fois pendant quelques secondes, suivi d'un écran noir. Des barres de couleur ont été affichées pendant quelques heures à partir de 1 heure du matin avant que les fournisseurs de câble et de satellite ne soient informés que la chaîne avait cessé ses activités, après quoi l'espace de la chaîne s'est replié et a cessé d'exister.

## Autres

### Cotes d'écoute
La série Une grenade avec ça? captivait chaque semaine un auditoire cumulé de 386 000 personnes.
Pour son 10e Anniversaire, KARV, l'anti.gala 2013 a attiré un total de 713 000 Téléspectateurs sur l’ensemble de ses diffusions. Ceci représente son meilleur résultat depuis 2007 et une hausse de 56 % comparativement à son auditoire de 2012. Lors de sa grande première, diffusée le vendredi 23 août à 19 h, le gala a attiré un auditoire de 267 000 Téléspectateurs, se classant ainsi au 12e Rang du palmarès des émissions les plus regardées à Vrak depuis ses débuts.
Vrak présente, depuis 2012 une revue de fin d'année, comparable au Bye-Bye de la chaîne Radio-Canada. 464 000 Téléspectateurs ont regardé sa toute première édition de Meilleur avant le 31, bon pareil le 1er. Un succès de cotes d'écoutes impressionnant pour la chaîne jeunesse spécialisée qui a récolté une part de marché de 16,8 % auprès des 9 à 14 Ans avec les sketches et parodies de l’animateur Philippe Laprise et ses nombreux invités-surprises, dont Stéphane Bellavance, Xavier Dolan et Joey Scarpellino. Un résultat comparable aux cotes d’écoute de leur très populaire KARV, l'anti.gala.
Pour ce qui est de la première saison du téléroman jeunesse Le Chalet, les cotes d'écoute ont atteint 173 000 Télespectateurs de 2 ans et plus (300 000 en comptant toutes les diffusions) au moment de la présentation d'un nouvel épisode, le mardi à 17 h 30.

### Productions québécoises
Vrak laisse de plus en plus de place aux productions québécoises. À titre d'exemple, en 2015, la chaîne a battu un record, avec 17 productions originales. Autrefois, preuve d'évolution, on misait principalement sur les séries américaines.
Lors de sa création, le « méchant canal » garde les émissions québécoises les plus populaires à l'époque, telles que Dans une galaxie près de chez vous et Radio Enfer. Dès le début, la chaîne produit l’intermède Réal-IT, qui permet un rapprochement avec le public. Celui-ci est plus tard transformé en série intitulée Réal-TV, d'une durée de 30 minutes. Puisque l'intermède n'existe plus depuis février 2005, Vrak.TV remplace Réal-IT par R-Force, un intermède de quatre minutes diffusé entre certaines émissions. L'équipe de R-Force répond à des questions farfelues, aide les jeunes à régler leurs petits problèmes et permet aux jeunes de réaliser leurs rêves. À l’automne 2006, l’émission reçoit une promotion qui fait qu’elle dure maintenant 30 minutes.

#### Popularité des séries étrangères
La chaîne québécoise réserve une grande place aux séries étrangères. Des cases horaires d'heures de grande écoute sont réservées à de lourdes séries américaines telles que Dawson, Buffy contre les vampires, Les Frères Scott, Charmed, Smallville, Gilmore Girls, Roswell, Newport Beach, Championnes à tout prix, Teen Wolf, 90210 Beverly Hills : Nouvelle Génération, Lizzie McGuire, Les Menteuses, La Vie secrète d'une ado ordinaire, Gossip Girl : L’élite de New York et Glee. Les comédies ne sont pas oubliées et sont diffusées, comme Hannah Montana, Sonny, Bonne chance Charlie, La Vie de croisière de Zack et Cody, Paire de rois, Section Genius, Shake It Up, Big Time Rush, iCarly, Jessie, Zoé, Les Sorciers de Waverly Place et Les 100. Des séries canadiennes connaissent aussi de la popularité auprès des jeunes québécois, dont Degrassi : La Nouvelle Génération et Buzz Mag.

### Un gala pour les jeunes
En 2004, la chaîne jeunesse instaure KARV, l'anti.gala. Il est qualifié d’« anti.gala » pour se démarquer des autres galas, afin d'offrir la chance aux jeunes téléspectateurs de récompenser leurs vedettes et leurs émissions préférées. Le nom « KARV » est composé des lettres de « Vrak » dans le sens contraire.
Le gala récompense des vedettes québécoises, dont Marie-Mai et Louis-José Houde qui ont été en nomination à plusieurs reprises. Il récompense aussi des vedettes internationales. D'ailleurs, les acteurs de la série américaine Les Frères Scott ont déjà reçu leur trophée en mains propres. Les gagnants prennent aussi le temps de remercier les téléspectateurs québécois pour leurs votes.
L'anti.gala est aussi précédé d'un anti.tapis, où des milliers de jeunes viennent à la rencontre des têtes d'affiches de la chaîne et des vedettes de l'heure afin d'obtenir un autographe.
Le gala KARV est l’une des premières victimes de la restructuration de la chaîne, amorcée récemment par la nouvelle direction. Stéphane Bellavance, qui succédait à Éric Salvail, a animé la dernière version du gala en direct du Théâtre Saint-Denis à Montréal. « KARV, l’anti.gala ne sera pas de retour cette saison afin de nous permettre de répartir et de faire évoluer notre offre d’émissions spéciales sur Vrak tout au long de l’année », explique le directeur des communications, Simon Céré, en entrevue avec Richard Therrien du Soleil.
Le gala KARV a en quelque sorte été remplacé par « Le Show du début », une nouvelle émission de la rentrée animée par Nicolas Ouellet en 2016. Le vendredi 9 septembre, Nicolas Ouellet et toutes les têtes d’affiche importantes de la chaîne ont survolé les différentes facettes de la nouvelle programmation plus mature de la chaîne. On a parlé des nouveautés et également des quelques retours qui étaient très attendus. Le tout dans une atmosphère «festive et décontractée». Il est à noter que cette nouvelle émission, tout comme le «feu» gala KARV, était produite par Zone 3.

### Un gala Juste pour rire pour les jeunes
Juste pour rire s’adresse aux jeunes avec un nouveau gala : Juste pour ados ! Cet événement humoristique a eu lieu le 30 juillet 2016 sur la place des Festivals de Montréal. Juste pour ados fut animé par Pascal Morissette, animateur à Vrak et porte-parole de WIXX. Parmi les visages biens connus du public, on retrouve Sarah-Jeanne Labrosse, Travis Cormier de La Voix, Ludivine Reding, Phil Roy, Vanessa Pilon et Pier-Luc Funk. Au total, ce sont quelque 10 000 adolescents et préadolescents qui assisteront à cet événement d’envergure.

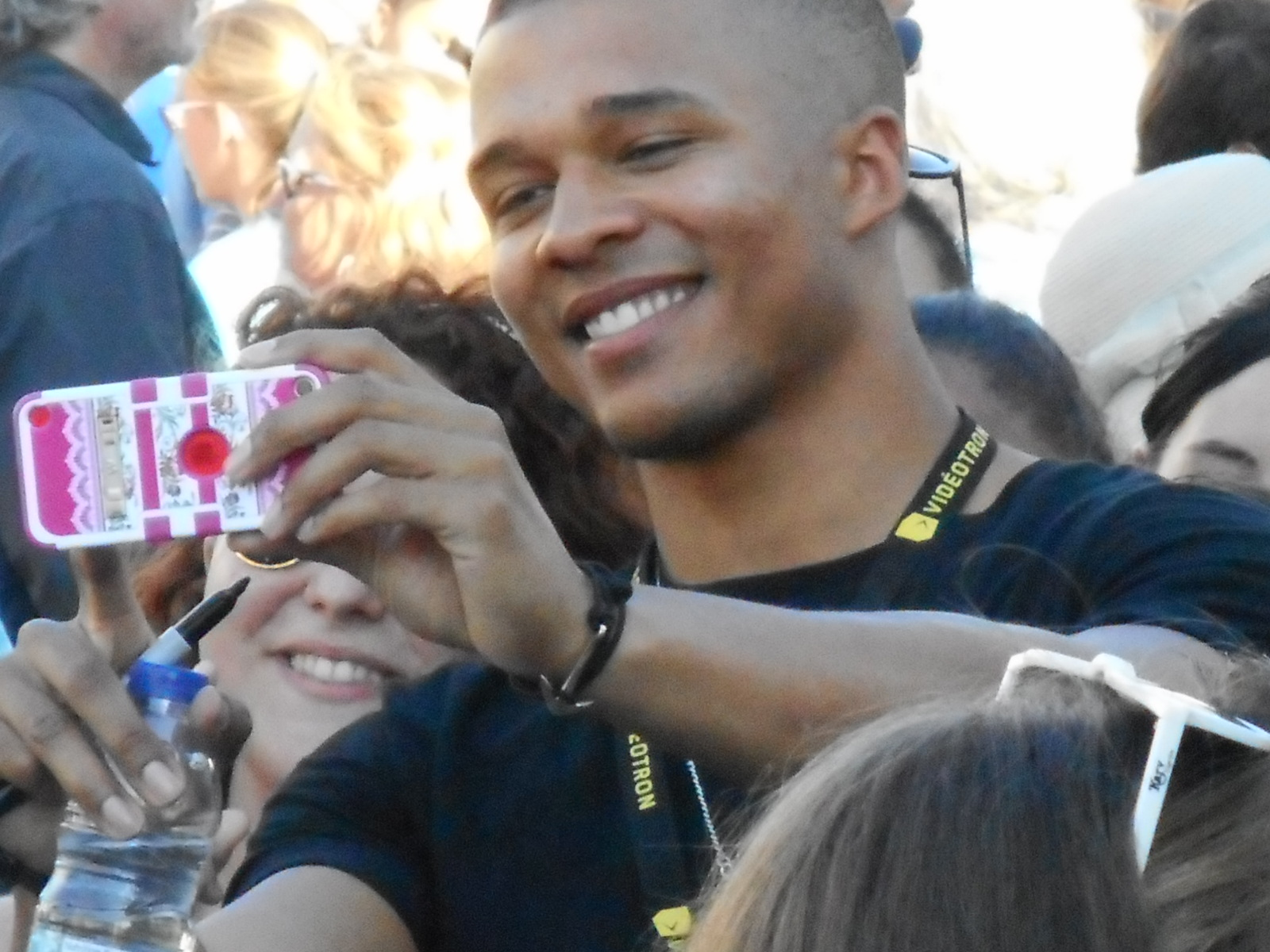
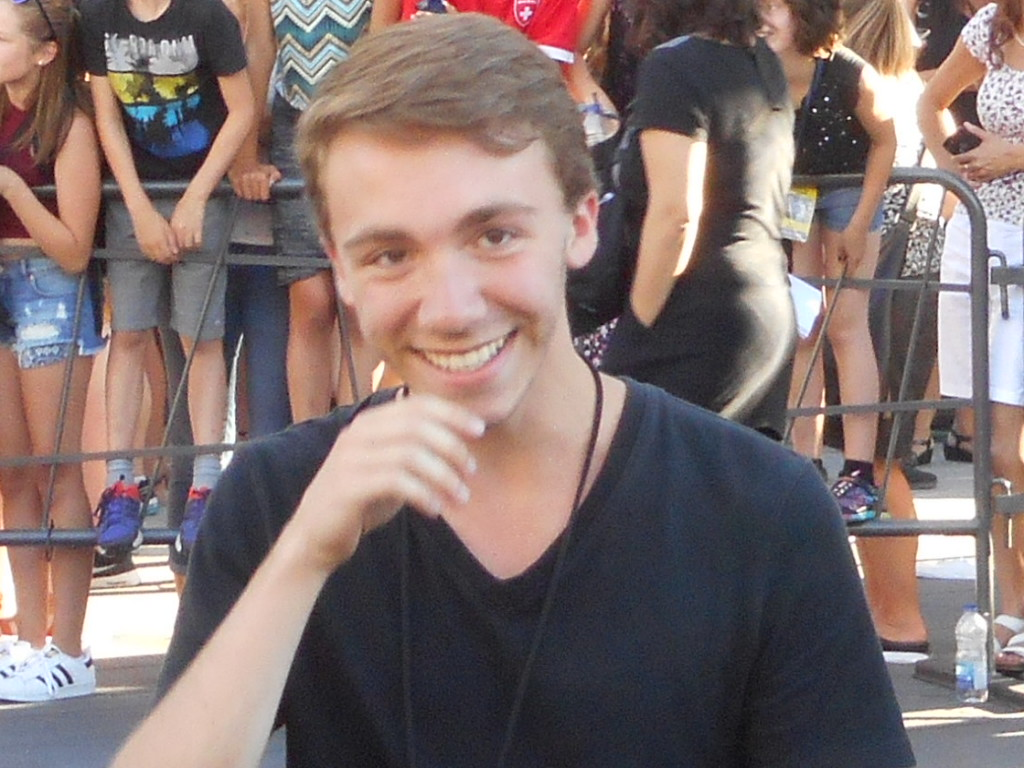
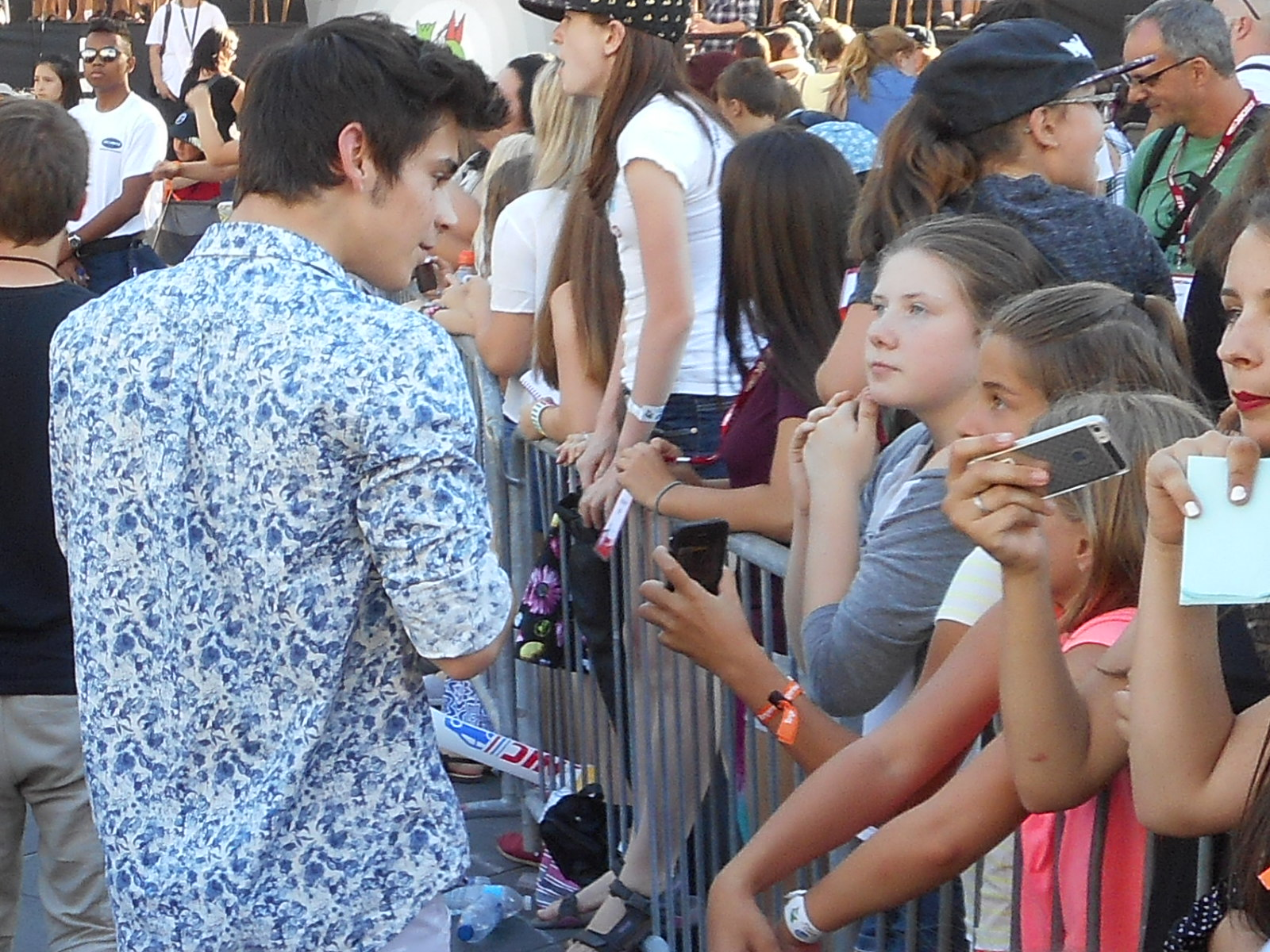

### Renouvellement de licence
Avant 2006, aucune publicité conçue pour vendre des produits n'étaient diffusées durant les pauses ; seulement des avis publicitaires pour annoncer les émissions et leurs horaires. Cependant, depuis l’automne 2006, les publicités commerciales sont autorisées grâce à la nouvelle licence attribuée par le Conseil de la radiodiffusion et des télécommunications canadiennes (CRTC).
Le 16 mars 2012, Bell Canada (BCE) annonce son intention de faire l'acquisition d'Astral Média, incluant Vrak.TV, pour 3,38 Milliards de dollars. La transaction a été refusée par le CRTC. Bell Canada a alors déposé une nouvelle demande le 4 mars 2013, qui a été approuvée le 27 juin 2013.

### Publicité
Le CRTC autorise la chaîne jeunesse Vrak.TV à diffuser, dès le 18 septembre 2006, jusqu'à 12 minutes de publicité à l'heure. La chaîne propriété d'Astral Media devra toutefois s'abstenir de présenter de la pub dans les émissions qui ciblent les jeunes de moins de 6 Ans, soit environ la moitié de ses heures de diffusion hebdomadaire.

### Technologies modernes
Depuis le 30 octobre 2006, la chaîne est disponible en haute définition, en même temps que cinq autres chaînes du groupe Astral. La majorité des séries québécoises et étrangères sont offertes en haute définition, ce qui se traduit en centaines d'heures de diffusion en HD.
Le 5 décembre 2006, le site web de la chaîne connaît sa plus grande métamorphose et devient plus interactif. C'est alors qu'apparaissent les sections distinctes pour différents groupes d'âge, ce qui permet d'adapter le contenu du site lorsqu'il est visionné par de jeunes enfants et par des adolescents. Toutefois, ce changement entraîne la perte des « mini-sites » que Vrak.TV créait pour chaque émission. Désormais, seules des « fiches » peuvent être consultées.
À partir de septembre 2008, Vrak.TV rend disponible des émissions sur sa webtélé, sur son site Web. Des séries peuvent y être regardées intégralement gratuitement, de même que des extraits, des scènes inédites, des bandes-annonces et des entrevues. Ce service est seulement offert aux personnes vivant au Canada, en vertu des droits de diffusion.
Depuis 2010, Vrak.TV met à la disposition des internautes, sur sa webtélé, plusieurs vidéoclips de chanteurs populaires auprès des jeunes. On retrouve des chansons des égéries de Disney, dont Miley Cyrus, les téléfilms High School Musical, la chanteuse Demi Lovato, le groupe Jonas Brothers, le chanteur canadien Justin Bieber ou bien Selena Gomez. Il y a aussi des vidéoclips d'autres musiciens tels que Black Eyed Peas avec leur succès Boom Boom Pow, Lady Gaga, Taylor Swift et Mika.
Le site Web offre également plusieurs autres éléments d'interactivité : blogues sur le sport, le cinéma, la musique, etc. alimentés par des vedettes, clavardages en direct avec des artistes, communauté où l'on est représenté par un avatar, des jeux et plus encore.
En 2016, le site offre un nouveau design sur son site et devient plus mature afin de viser son nouveau public soit les gens de 13 à 35 ans.
Depuis 2021, le site Noovo.ca regroupe tous les contenus de Bell Media, dont les émissions de Vrak.

### Ententes internationales
En 2008, Vrak.TV s’associe à la chaîne de télévision américaine Disney Channel afin de diffuser la première mondiale francophone du film musical Camp Rock le 20 juin 2008. Pour l’occasion, Vrak.TV se rend à New York pour le tapis rouge du film et en profite pour réaliser des entrevues avec les acteurs de Camp Rock afin de les présenter au Québec. Pendant la diffusion du film, Vrak.TV publie des vidéos et des images exclusives du film lors d'un clavardage organisé sur son site.
La même année, Vrak.TV confirme sa présence sur le plan international en lançant un concours intitulé « Le grand casting des Frères Scott ». Initialement offert qu'aux téléspectateurs mineurs, il s'ouvre plus tard aux personnes âgées de plus de 18 Ans. Le gagnant obtient un rôle de figurant dans le dernier épisode de la sixième saison de la série, en plus de visiter le plateau et de rencontrer les acteurs américains.

### Première deCamp Rock 2
En 2010, Camp Rock revient avec son deuxième volet très attendu, Camp Rock 2 : Le Face à face, et Vrak.TV diffusa le film en première mondiale le vendredi 3 septembre 2010. Le film fut diffusé sur Vrak.TV 18 Jours avant la France. Pour l'occasion, la chaîne jeunesse a organisé un clavardage avec les Jonas Brothers (vedettes du téléfilm) le lendemain de la première diffusion, soit le samedi 4 septembre 2010 a 11 h. Le nombre de téléspectateurs du film sur Vrak.TV reste toujours inconnu pour l'instant.

### Profession: paparazzi
En mars 2010, le canal s'associe à Mélissa Paradis, paparazzi professionnelle québécoise installée à Hollywood. Elle publie, sur le site de la chaîne, un blogue avec des photos et des reportages tournés sur le terrain sous forme de capsules hebdomadaires. Les capsules Paparadis (prononcé comme « paparazzi »), nées d'une idée originale de la photographe, sont produites par B-612 Communications exclusivement pour Vrak.TV. Elle a présenté, par exemple, des photos d'acteurs prises sur le fait sur le plateau de tournage de 90210 Beverly Hills : Nouvelle Génération et sur le tapis rouge du film La Saint-Valentin. Dans sa carrière, elle a notamment surpris Miley Cyrus, Lindsay Lohan, Taylor Swift et les Jonas Brothers. Depuis le 16 août 2010, ces capsules sont devenues une émission complète diffusée sur les ondes de Vrak.TV.

### Slogans
Le slogan de Vrak a changé à travers les années, depuis la création de la chaîne en 2001.
- « Méchant canal! » (de 2001 à 2007)
- « Je suis Vrak.TV » (de 2007 à 2008)
- « Complètement Vrak » (de 2008 à 2009)
- « Interdit aux pas jeunes » (de 2012 à 2014)
- « Vrak, toujours là pour te divertir! » (En 2014 seulement)

### Logos

Logo de Vrak.TV de 2001 à 2007.
Logo de Vrak.TV de 2007 à 2010.
Logo de Vrak.TV de 2010 à 2014.
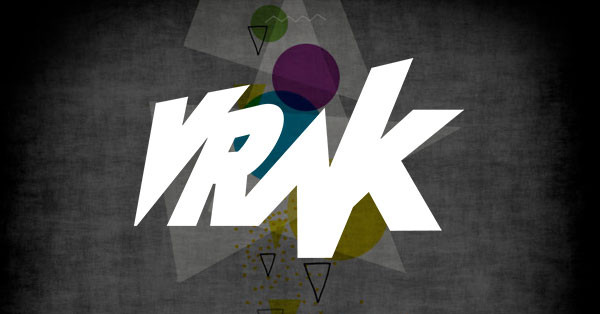
Logo de Vrak de 2014 à 2016.
Logo de Vrak de 2016 à 2023.

.
Il était à noter que le nouveau logo de Vrak est plus actuel et mature. Seul l'arrière-plan change, au gré des tendances, l’habillage évoluera pour demeurer à la fine pointe des styles graphiques de l’heure.

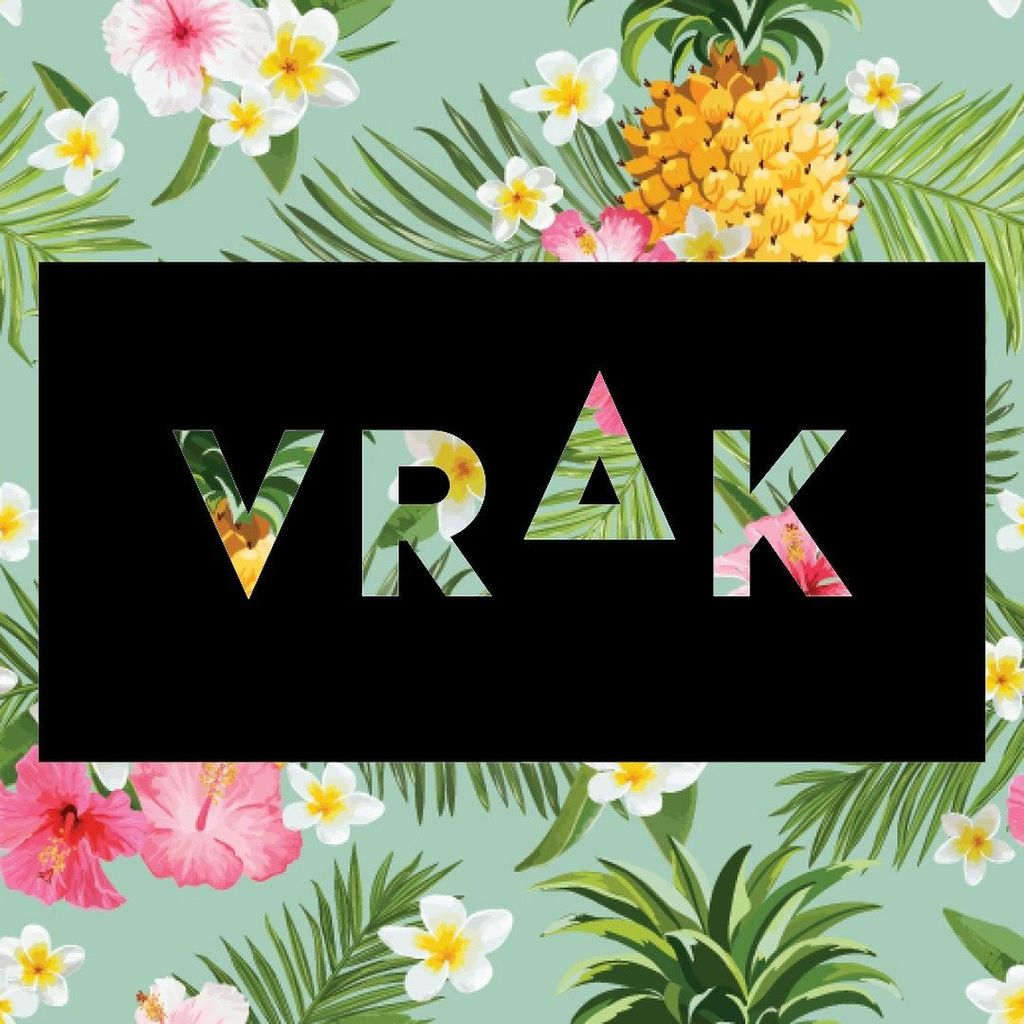
Exemple du logo de Vrak avec différents arrière-plans.

## Disponibilité
Vrak était diffusé au canal 38 (638 en HD), pour les abonnés d’Illico télé numérique, 29 pour les abonnés de Cogeco, 770 et 23 pour Shaw Direct, 140 et 1870 (HD) pour les abonnés du bouquet satellite Bell Télé, et au 620 pour les abonnés Rogers Cable (Moncton), au 19 pour les abonnées Rogers Cable (péninsule acadienne), au 30 sur le câble de la compagnie Persona et au 12 pour les abonnés de Cablevision.
N'étant pas diffusées 24 heures sur 24 heures, les émissions débutaient tous les matins à 6 heures et se terminaient à minuit. Jusqu’au début juin 2005, elles se terminaient à 22 heures.
Du 17 mars au 3 avril 2011, Vrak a également « débrouillé » ses ondes, dans le cadre de la diffusion de Mixmania 2, c'est à-dire que ceux étant abonnés ou non avaient ainsi accès aux émissions de la chaîne. Durant la période où Vrak était encore actif, la chaîne débrouillait ses ondes pour se donner plus de visibilité aux téléspectateurs.

## Programmation
Vrak présentait des émissions québécoises et quelques émissions françaises, en plus des versions francophones d'émissions canadiennes et américaines.
À l’occasion de certains événements, Vrak diffusait parfois des émissions spéciales.

## Anciens blocs de programmation

### Vrak Klassik
Vrak Klassik était un bloc présentant des émissions ayant fait le succès de la chaîne. Du 24 août 2009 au 22 août 2010, les émissions Dans une galaxie près de chez vous (Québec), Radio Enfer (Québec), Le Loup-garou du campus (Canada) ont été diffusées.

### Vrak Junior
Lors du lancement de Vrak.TV en 2001, un bloc destiné aux enfants d'âge préscolaire, Vrak Junior, faisait partie de la programmation. En 2005, ce bloc a disparu des ondes. Il diffusait des émissions jeunesses du lundi au vendredi, entre 9 h et 11 h 30, et entre 13 h et 15 h 30, sans pauses commerciales. Le 25 janvier 2010, le bloc est réinséré dans la programmation avec de nouvelles émissions, mais disparait subitement le 4 juin 2010, laissant place à une programmation 6-14 ans.
Astral Media a obtenu une licence du Conseil de la radiodiffusion et des télécommunications canadiennes (CRTC) en 2006 pour une éventuelle chaîne de télévision Vrak Junior,. Cette chaîne devait présenter, en journée, une programmation pour les jeunes de 3 à 5 ans, alors qu'en soirée, la programmation ciblait les parents. Cependant, après quatre ans d'attente, Vrak.TV a laissé le projet de côté et la chaîne ne verra jamais le jour[réf. nécessaire]. Astral Media a finalement créé Playhouse Disney en version française, au lieu de Vrak Junior.

### Vrak 2
Le bloc « Vrak 2 » a disparu le 29 août 2016. Le public visé était d'environ 13 à 35 ans.